# Swiss-Prot

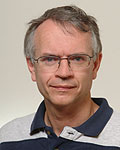
Amos Bairoch.

Swiss-Prot es una base de datos biológica de secuencia de proteínas. Fue creada en 1986 por Amos Bairoch durante su tesis doctoral y desarrollada por el Instituto Suizo de Bioinformática y el Instituto Europeo de Bioinformática
La característica principal de Swiss-Prot es que las proteínas que se encuentran almacenadas en esta base de datos tienen un alto nivel de anotación. Esto significa que se conoce su estructura tridimensional, la función, las modificaciones post-traduccionales, variantes, etc.
En el año 2002 se creó el consorcio UniProt, siendo una colaboración entre Swiss Institute of Bioinformatics, el European Bioinfomatics Institute (EBI) y el Protein Information Resource (PIR). Swiss-Prot junto con TrEMBL (que es de anotación automática) se unieron con la Protein Information Resource (PIR) para producir la UniProt Knowledgebase, el catálogo de proteínas más importante del mundo.